# Automeropsis
Automeropsis é um gênero de mariposa pertencente à família Bombycidae.